# Richard Preston, 1. Earl of Desmond

Familienwappen des Richard Preston, 1. Earl of Desmond

Richard Preston, 1. Earl of Desmond (* vor 1571; † 28. Oktober 1628 in der Irischen See), war ein schottischer Höfling und Adliger.

## Leben
Er entstammte der Gentry von Midlothian und war der dritte Sohn des Richard Preston († 1571), Gutsherr von Whitehill bei Edinburgh, aus dessen Ehe mit Helen Coutts († 1575), Tochter des Alan Coutts, Gutsherr von Bowhill in Selkirkshire.
Er wurde vermutlich in den 1580er Jahren Page im Haushalt König Jakobs VI. von Schottland in Edinburgh. Er wurde Gentleman of the Bedchamber und stieg zu einem der Favoriten des Königs auf. 1603 begleitete er den König nach London, wo dieser als Jakob I. auch zum König von England gekrönt wurde. Im Rahmen der Krönungsfeierlichkeiten schlug der König Preston dort am 25. Juli 1603 zum Knight of the Bath.
1607 erhielt Preston das Amt des Constable von Dingwall Castle in Ross-shire und kaufte im selben Jahr die umgebenden Ländereien der feudalen Baronie Dingwall. Am 8. Juni 1609 verlieh ihm der König die erbliche schottische Peerwürde als Lord Dingwall.
1614 heiratete er die irische Adlige Lady Elizabeth Butler († 1628), Witwe des Theobald Butler, 1. Viscount Butler († 1613). Seine Gattin war die einzige Tochter und Erbin des Thomas Butler, 10. Earl of Ormonde, 3. Earl of Ossory († 1614), als dieser 1614 starb, eignete sich jedoch deren Cousin Walter Butler, 11. Earl of Ormonde, als nächstberechtiger männlicher Verwandter die wesentlichen Ländereien des Schwiegervaters an. Der 11. Earl of Ormonde weigerte sich hartnäckig und trotz Einmischung des Königs, die Ländereien mit dem Ehepaar Preston zu teilen. Der Earl of Ormonde wurde infolgedessen ab 1619 im Fleet Prison in London inhaftiert und erst 1625 nach dem Tod des Königs wieder freigelassen.
Unter Bezugnahme darauf, dass seine Gattin auch die Urenkeling des James FitzGerald, 10. Earl of Desmond († 1529), verlieh der König Preston am 11. Juli 1619 auch die erblichen irischen Adelstitel Earl of Desmond und Baron Dunmore. Da die irischen Titel nur in männlicher Linie vererbbar waren und Preston aus seiner Ehe eine Tochter, Lady Elizabeth Preston (1615–1684), aber keine Söhne hatte, arrangierte er die Verlobung seiner noch minderjährigen Tochter mit Hon. George Feilding (nach 1608–1666), dem ebenfalls noch minderjährigen zweiten Sohn des William Feilding, 1. Earl of Denbigh, und erwirkte am 7. November 1622 eine königliche Urkunde, die versprach, dass sein Earlstitel bei seinem Tod seinem Schwiegersohn neu verliehen werden solle. Diesem verlieh der König daraufhin am 22. November 1622 die irischen Titel Viscount Callan und Baron Fielding, sowie eine Anwartschaft auf den Titel Earl of Desmond, für den Fall, dass dieser erlösche. Als Preston schließlich 1628 starb, erloschen seine irischen Titel und sein schottischer Titel fiel an seine Tochter als 2. Lady Dingwall. Der Titel des Earl of Desmond wurde am selben Tag George Feilding, 1. Viscount Callan, bestätigt, und dies obwohl dessen Verlobung mit Elizabeth inzwischen aufgehoben worden war. Elizabeth heiratete stattdessen im Dezember 1629 James Butler, 1. Duke of Ormonde.
Preston ertrank am 28. Oktober 1628 während einer Überfahrt von Holyhead nach Dublin in der Irischen See, 18 Tage nachdem seine Gattin in Wales gestorben war.